# NGC 6506
NGC 6506 (również OCL 16 lub ESO 521-SC6) – gromada otwarta znajdująca się w gwiazdozbiorze Strzelca. Odkrył ją John Herschel 29 lipca 1834 roku. Jest położona w odległości ok. 3 tys. lat świetlnych od Słońca.